# カルムム
カルムム（Kalumum）は、古代メソポタミア、キシュ第1王朝の王。

## 略歴
シュメール王名表によると、キシュ第1王朝（紀元前2900年頃以降）の8代目の王である。
エタナ以前の王と同様、動物に因んで名付けられた。カルムムは子羊（lamb）を意味するアッカド語である。